# マルテス (小惑星)
マルテス (5026 Martes) は小惑星帯の小惑星である。チェコスロバキア（当時）のクレチ天文台 (Hvězdárna Kleť) でアントニーン・ムルコスが発見した。
クレチ天文台の研究者ヤナ・チハー (J. Tichá) とミロシュ・チヒー (M. Tichý) 夫妻（当時）の提案により、天文台のあるクレチ山の森に住むイタチ科の動物テン（学名Martes）に因んで命名された。